# John Wilson (Filmschaffender)
John Michael Wilson (geboren am 7. Oktober 1986 in Astoria, New York City) ist ein amerikanischer Dokumentarfilmer. Er ist der Schöpfer und Regisseur von How To with John Wilson, einer Comedy-Doku-Serie auf HBO.

## Leben

### Kindheit und Ausbildung
Wilson wurde in Astoria, Queens, geboren und wuchs auf Long Island auf. Er begann sich als Teenager für Film zu interessieren, als sein Vater ihm eine Filmkamera schenkte. Wilson nennt Les Blank, George Kuchar und Bruce Brown als Einflüsse.
Kurz nach seinem High-School-Abschluss stellte Wilson den Spielfilm Jingle Berry fertig.
Während seines Filmstudiums an der Binghamton University drehte Wilson einen kurzen Dokumentarfilm, Looner, über eine Ballon-Fetisch-Gemeinschaft. In Binghamton trat Wilson einer A-cappella-Gesangsgruppe, den Binghamton Crosbys, bei.

### Karriere
Nach seinem College-Abschluss 2008 arbeitete Wilson für einen Privatdetektiv und als Porträtfotograf für Schulen. Er sagt, dass diese Erfahrung seinen Fokus auf die Menschen und Orte des täglichen Lebens beeinflusst hat. Zudem unterrichtete er Videobearbeitung für Rundfunkjournalismus an der New York Film Academy, drehte Infomercials und in der Werbebranche.
Letztere Erfahrung führte dazu, dass er sich vornahm einen eigenen Stil zu entwickeln, der nicht leicht nachzuahmen ist. Daraufhin begann er, lustige, aber unsinnige How-To-Videos auf Vimeo und seiner Website zu veröffentlichen.
2015 wurde Wilson gebeten, mit David Byrne auf Tournee zu gehen, um einen Film über seine Auftritte zu drehen. Temporary Color wurde als „True-Crime-Konzertdoku über David Byrne und zwei Gewaltverbrecher“ bezeichnet. Im darauffolgenden Jahr wurde Wilson von Vimeo gebeten, eine Dokumentation über das Sundance Film Festival zu drehen. Diese Arbeiten erregten die Aufmerksamkeit des Komikers und Drehbuchautors Nathan Fielder, und die beiden begannen ihre Zusammenarbeit, nachdem sie sich 2018 getroffen hatten.
Fielder half ihm dabei den Produktionsprozess zu verkürzen um in der Zeit, in der Wilson normalerweise einen Kurzfilm drehte, sechs Episoden mit jeweils 30 Minuten Laufzeit zu produzieren. Wilson drehte daraufhin einen Piloten für Viceland, der jedoch nicht zu einer Serienbestellung führte. Die Serie wurde letztlich von HBO in Auftrag gegeben, bei dem die Comedy-Doku-Serie How To with John Wilson im Oktober 2020 erstmals ausgestrahlt wurde. Produziert wurde sie von Fielder, Michael Koman und Clark Reinking. Reinking bezeichnete Wilson als „typischen New Yorker“ der „eine Menge sehr detaillierter, durchdachter Meinungen über diesen Ort“ hat.
Während der Produktionsarbeiten zur zweiten Staffel schloss sich unter anderem Susan Orlean dem Writers’ Room der Serie an, da Wilson ein Bewunderer ihrer Arbeit war. Das führte laut Wilsons eigener Aussage zum Druck Vorgesetzter von anderen Autoren und seinem Idol zu sein und diese zu enttäuschen. Die Staffel lief ab dem 26. November 2021.
Mit der dritten Staffel beendete Wilson die Serie im Sommer 2023. Nach eigener Aussage wollte er nicht riskieren, alte Ideen wieder aufzugreifen und so sie stärke des Werks zu bewahren.

### Privatleben
Wilson lebt in Ridgewood, Queens.
2023 wurde er von der GQ als Man of the Year ausgezeichnet.

## Filmografie

### Fernsehserien
- 2020–2023: How to with John Wilson (18 Episoden)

### Dokumentarfilm
- 2023: Carpet Cowboys (als Executive Producer)

### Kurzfilme
- 2007: Looner
- 2008: Diner
- 2011: People Parade
- 2012: How to Clean a Cast Iron Pam
- 2013: How to Live with Bed Bugs
- 2013: How to Walk to Manhattan
- 2014: How to Keep Smoking
- 2015: How to Remain Single
- 2016: Temporary Color
- 2016: How to Act on Reality TV
- 2016: Los Angeles Plays New York
- 2017: The Spiritual Life of Wholesale Goods
- 2017: Escape from Park City
- 2017: The Road to Magnasanti
- 2018: How to Live With Regret
- 2024: My Morning with Magic Mike